# جوزيف غودت
جوزيف غودت هو سياسي كندي، ولد في 10 مايو 1818 في Centre-du-Québec ‏ في كندا، وتوفي في 4 أغسطس 1882 في Gentilly, Quebec ‏ في كندا. نشط حزبياً في حزب كندا المحافظ. وقد انتخب عضو مجلس العموم الكندي.